# Andrea Cosoli
Andrea Cosoli (Roma, 24 luglio 1999) è un tuffatore italiano, vincitore della medaglia di bronzo alle Universiadi 2019 nei tuffi sincro da 3 metri maschile insieme a Francesco Porco. È fidanzato con Ginevra Monachesi, ex tuffatrice della Nazionale Italiana..
Ha rappresentato la nazionale italiana ai Giochi europei di Baku 2015, classificandosi 15º nel concorso del trampolino 1 metro.

## Palmarès
- Universiadi

Napoli 2019: bronzo nel sincro 3m